# Zonosaurus haraldmeieri
Espèce
Synonymes
- Zonosaurus madagascariensis haraldmeieri Brygoo & Böhme, 1985

Statut de conservation UICN

 NT  : Quasi menacé
Zonosaurus haraldmeieri est une espèce de sauriens de la famille des Gerrhosauridae.

## Répartition
Cette espèce est endémique de Madagascar.

## Description
Cette espèce est ovipare. Elle mesure jusqu'à 435 mm.

## Étymologie
Cette espèce est nommée en l'honneur d'Harald Meier.

## Publication originale
- Brygoo & Böhme, 1985 : Un Zonosaurus nouveau de la région d'Antseranana (= Diégo-Suarez, Madagascar) (Reptilia: Cordylidae). Revue française d'Aquariologie et Herpétologie, vol. 12, n. 1, p. 31-32.